# Кмит, Екатерина Борисовна
Екатерина Борисовна Кмит (род. 14 августа 1969, Москва) — советская и российская актриса, известная по перестроечным и постперестроечным фильмам.

## Биография
Екатерина Кмит родилась в актёрской семье. Её мать — актриса Инна Кмит (1932—1996) (дочь актёра Леонида Кмита и цирковой артистки Александры Демьяненко), отец — актёр Борис Быстров (1945—2024).
Дебютировала в кино в 1982 году, исполнив одну из ролей в детском фильме «4:0 в пользу Танечки». В 1988 году окончила эстрадное отделение Государственного училища эстрадного и циркового искусства (курс Бориса Бреева).
В 1988 году поступила в театр «У Никитских ворот», но уже в следующем году покинула его. Позже в интервью Екатерина Кмит намекала на сексуальные домогательства к актрисам со стороны художественного руководителя театра Марка Розовского.
После ухода из театра работала манекенщицей. Приобрела опыт выступлений в эротическом театре. Принимала участие в конкурсах красоты «Мисс Русская Америка», «Мисс Москва», «Утренняя звезда».
Начиная с 1990 года Екатерина Кмит много снималась в кино. В её активе целый ряд образов проституток и наркоманок, а также две роли ведьм («Гонгофер», «Маленькие человечки Большевистского переулка, или Хочу пива»). В значительной части ролей того периода снималась обнажённой и, по собственному признанию, не испытывала при этом никакого стеснения.
После 1993 года Екатерина Кмит практически ушла из кинематографа. В 2000-е годы ей достались лишь несколько небольших ролей в сериалах «Марш Турецкого» и «На углу у Патриарших» и в фильме «Кука». Кроме того, Кмит снималась в рекламных роликах.
Замужем (по состоянию на 2004 год), муж Владимир — музыкант, работавший, в частности, с Любовью Успенской.

## Фильмография
| Год  |   | Название                                                    | Роль                                 |
| ---- | - | ----------------------------------------------------------- | ------------------------------------ |
| 1982 | ф | 4:0 в пользу Танечки                                        | старшеклассница                      |
| 1987 | ф | Холодный март                                               | эпизод                               |
| 1990 | ф | Охота на сутенёра                                           | Алиса                                |
| 1991 | ф | Дом свиданий                                                | Лариса Спасская                      |
| 1991 | ф | За последней чертой                                         | подруга Мэри                         |
| 1991 | ф | Заряженные смертью                                          | стриптизёрша                         |
| 1991 | ф | Путана                                                      | Лена                                 |
| 1992 | ф | Гонгофер                                                    | Ганна                                |
| 1992 | ф | Господа артисты                                             | секретарь                            |
| 1992 | ф | Исполнитель приговора                                       | журналистка с телевидения            |
| 1992 | ф | Крысиный угол                                               | Милка                                |
| 1992 | ф | Сумасшедшая любовь                                          | эпизод                               |
| 1992 | ф | Маленькие человечки Большевистского переулка, или Хочу пива | Фаина                                |
| 1993 | ф | Отряд «Д»                                                   | Тамара                               |
| 1993 | ф | Шиш на кокуй!                                               | Наталия Доброхотова                  |
| 1999 | ф | Транзит для дьявола                                         | Марина                               |
| 2000 | с | Марш Турецкого                                              | Нонна Алёшина (1-й сезон, 5-й фильм) |
| 2001 | с | На углу, у Патриарших-2                                     | эпизод                               |
| 2004 | с | На углу, у Патриарших-4                                     | Катя                                 |
| 2007 | ф | Кука                                                        | 1-я продавщица в детском отделе      |